# Wolfsgrube

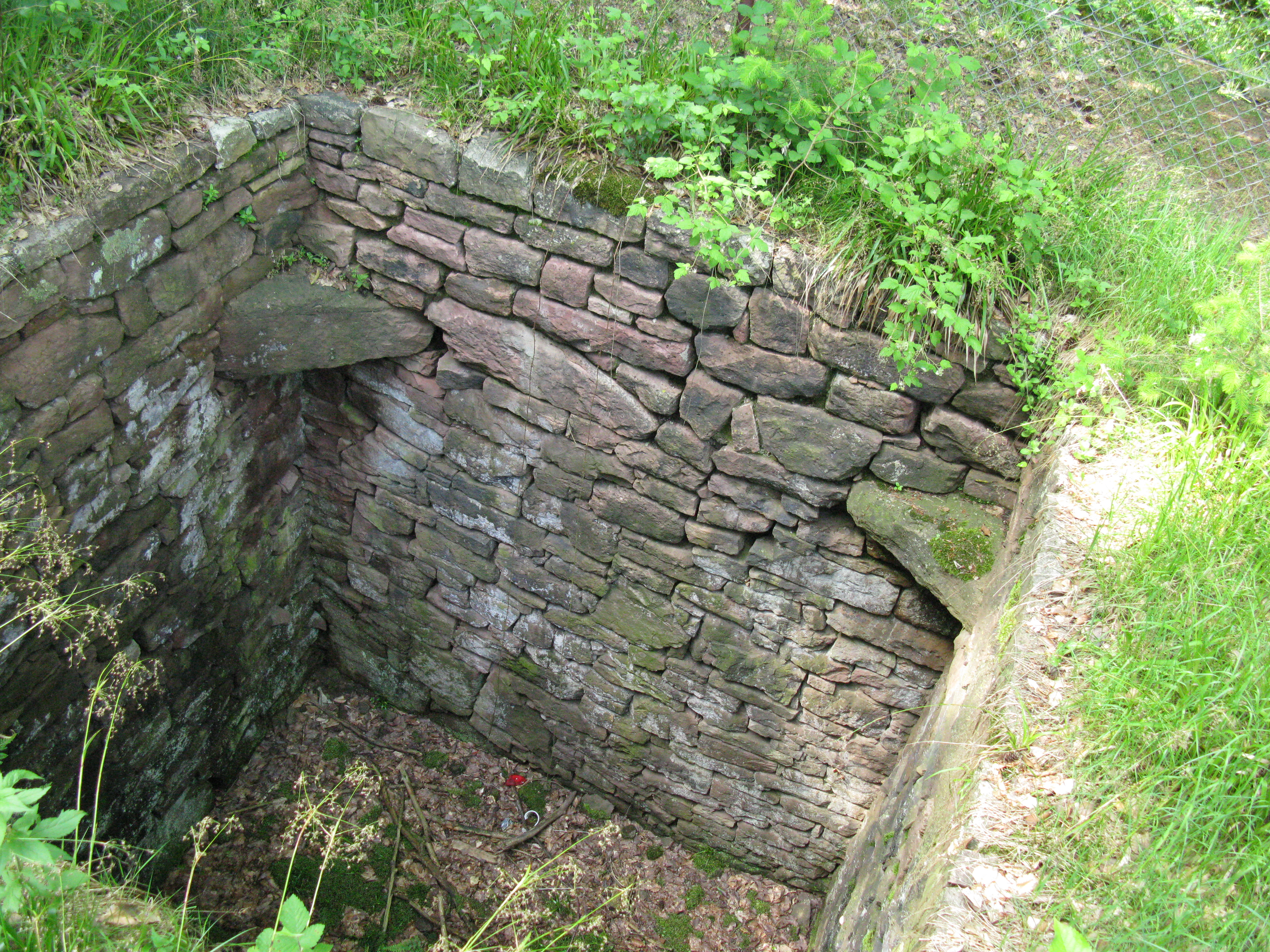
Wolfsgrube bei Hohenwart in einem Waldstück nördlich Pforzheims (vermutlich um 1600 angelegt)

Eine Wolfsgrube ist eine ca. drei bis fünf Meter tiefe, meist mit Steinen ausgekleidete Fallgrube zum Fang von Wölfen.

## Fangmethode
In die Grube wurde ein lebender Köder, etwa ein Schaf, ein Ferkel oder eine Gans gebracht. Die Fanggrube wurde mit Stroh überdeckt. Durch die Laute der Tiere in der Grube wurden Wölfe angelockt. Um 1850 sollen die letzten Wölfe in der Nähe von Hohenwart so erlegt worden sein.

## Form und Anordnung

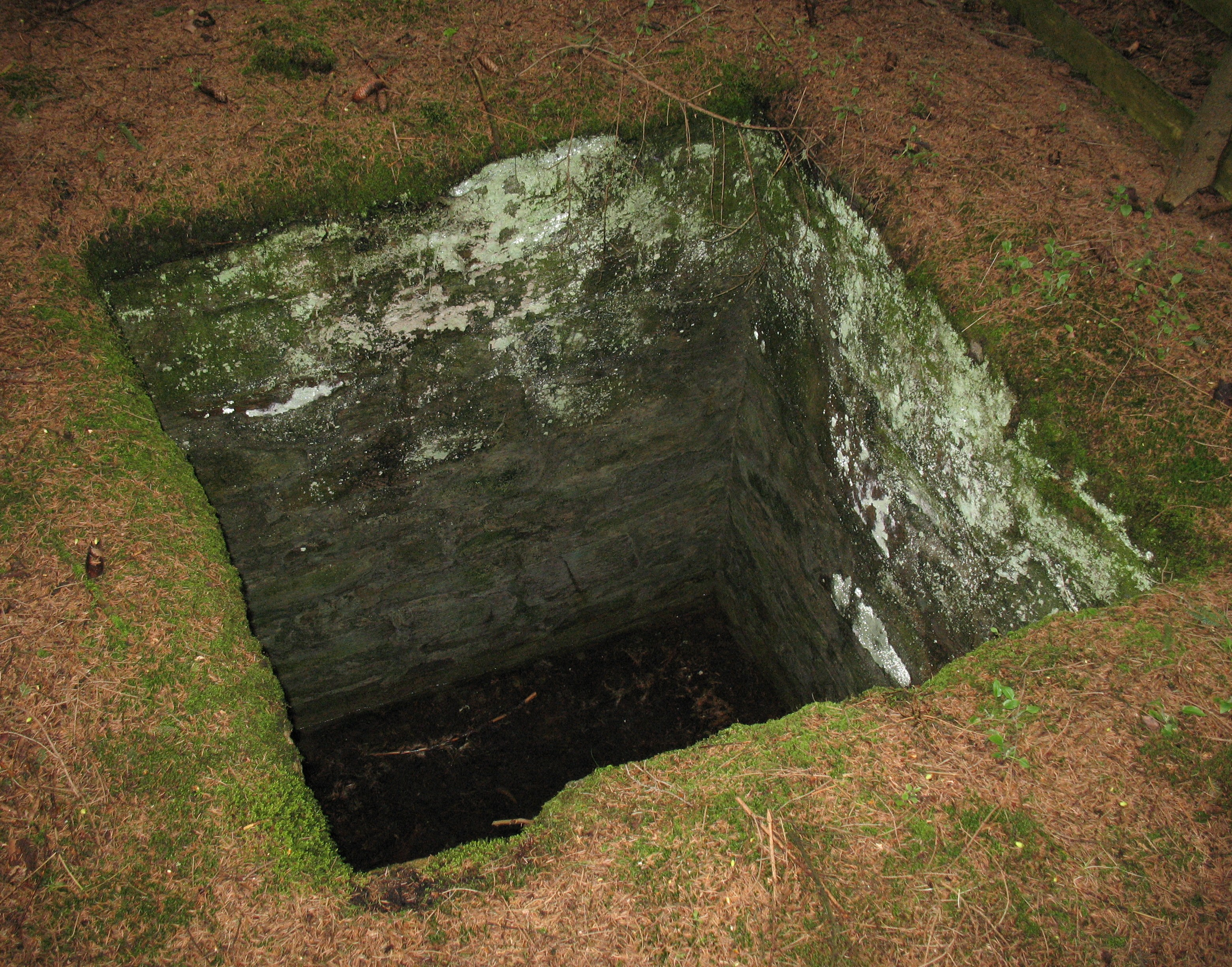
Wolfsgrube bei Sehmatal-Neudorf

Die aus Bildnachweisen bekannten Wolfs- oder Bärengruben sind rechteckig. Dies unterscheidet sie vom Wolfsfang, dessen Form als rund dokumentiert wird. In den Ecken angebrachte Steinplatten verhinderten, dass ein gefangener Wolf aus der Grube entkommen konnte. Sogenannte „Wolfsgärten“, wie für den Wolfsgarten (Erzgebirge) dokumentiert, bestanden aus für die Wolfsjagd errichteten Zäunen.

## Geschichten

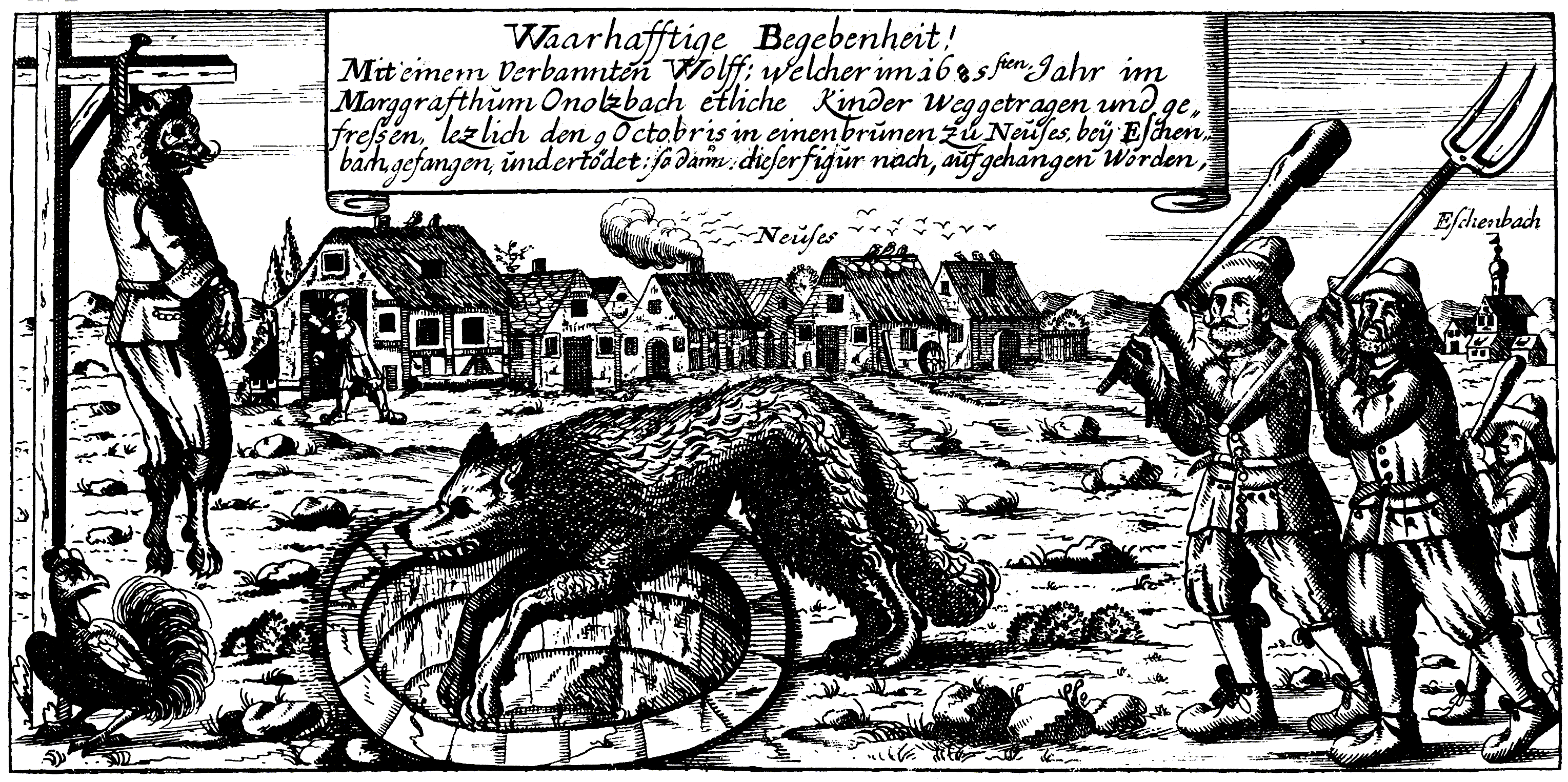
Fang des Wolfs von Ansbach in einem Brunnen

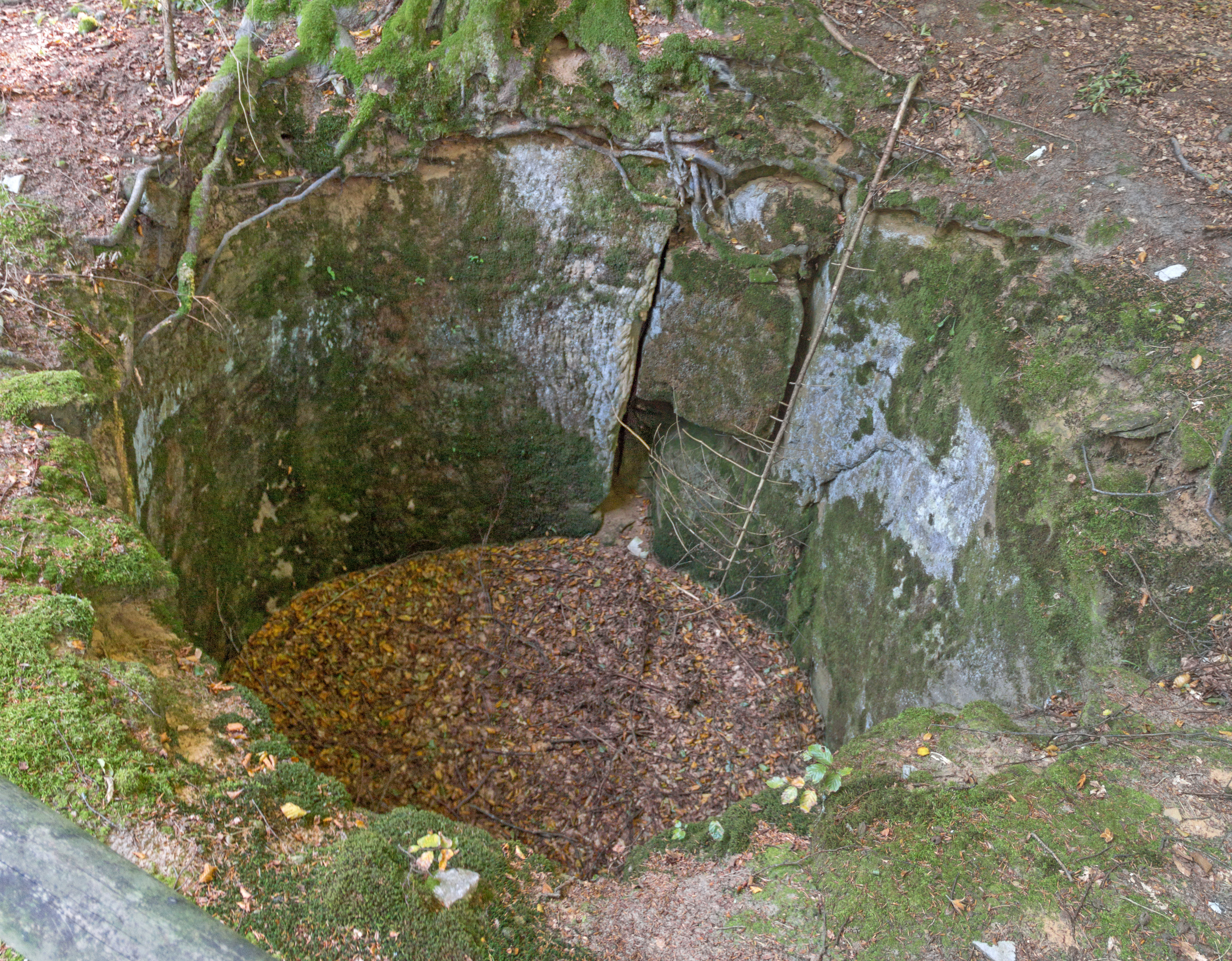
In Sandsteinfels gehauene Wolfsgrube im Landkreis Nürnberger Land

Wolfsgruben spielen in verschiedenen, zum Teil historisch belegten Geschichten sowie in der Literatur eine Rolle. Über die Wolfsgrube im Hörsteler Wald im Münsterland wird erzählt, dass eine Bäuerin beim Pilzesammeln in eine Wolfsgrube fiel und kurz darauf ein Wolf in die Grube sprang. Der Bäuerin soll es gelungen sein, den Wolf so lange zu beruhigen, bis die Jäger des Ortes ihn erlegt hatten. Der Wolf von Ansbach, dem damaligen Glauben nach ein Werwolf, wurde in einem Brunnen gefangen und erschlagen (siehe Bildnachweis). Michel aus Lönneberga baut in der Episode Als Michel das Fest für die Armen gab eine Wolfsgrube, in der die Vorsteherin des Armenhauses gefangen wird. In der Novelle Die Wolfsgrube aus dem Altdeutschen Decamerone fängt ein Edelmann seine untreue Ehefrau zusammen mit ihrem Geliebten, dem Pfaffen.

## Geographie
„Wolfsgrube“ ist auch als Ortsbezeichnung erhalten, etwa im Naturpark Schwarzwald Mitte/Nord, als Ortsteil Wolfsgruben der Südtiroler Gemeinde Ritten und in der bayerischen Gemeinde Chieming oder als Ortsteil Wolfgruben in der mittelhessischen Gemeinde Dautphetal. Das Toteisloch Wolfsgrube im Landkreis Fürstenfeldbruck wurde im Jahr 2005 als eines der schönsten Geotope in Bayern ausgezeichnet. Bei Wilgartswiesen im Landkreis Südwestpfalz ist eine Wolfsgrube erhalten. Hier wurde der letzte Wolf im Jahr 1908 erlegt. In der Schweiz trägt im Zürcher Oberländer Tössbergland ein Übergang von Wald ZH ins Quellgebiet der Töss den Namen Wolfsgrueb.

## Bekannte Wolfsgruben
- Wolfgrube Thurnau

## Burgenbau
Im übertragenen Sinne wird mit „Wolfsgrube“ auch eine Fanggrube unterhalb einer Zugbrücke bezeichnet. Sie ist an einer festung diejenige vertieffung […], welche man zwischen dem äuszern thor und dem inneren … anzulegen und den boden daselbst mit mord-egen zu belegen pfleget [sowie eine] vertiefung für die gewichtsteine der zugbrücken: die … zugbrücken werden … verfertiget, indem man solche durch ein … groszes rad … aufziehen oder ablassen kan oder auch solches durch ein verborgenes gewicht verrichten, welches in eine hierzu a parte gemachte … so genandte wolfsgrube unter dem thor sich niederläszt.